# Cantade e ballade bois
| «Cantade e ballade bois ca sos ballos sun sos bostros cando an a benner sos nostros amus a ballare nois.» | «Cantate e ballate voi ora i balli sono i vostri quando verranno i nostri allora balleremo noi.» Francesco Masala, 1981 |

Cantade e ballade bois è una canzone scritta e musicata dal cantautore Piero Marras nel 1995 ed inserita nell'album Tumbu. Il ritornello (torrada) è costituito da versi del poeta Francesco Masala contenuti nel componimento Cantone de sos piseddos campagnolos (in italiano: Ballata dei fanciulli contadini), nella raccolta Poesias in duas limbas-Poesie bilingui pubblicata nel 1981 dall'editore Vanni Scheiwiller.
Questo ritornello è da subito divenuto molto noto in Sardegna, infatti questi versi sono stati da subito utilizzati (e lo sono ancora) come testo per la danza, sia con il canto a tenore che il cantu a chiterra nella modalità boghe 'e ballu.

## Il testo
Il testo della poesia di Masala è una sorta di filastrocca evocativa dell'infanzia e dei giochi e giocattoli dei fanciulli contadini.
Il testo di Piero Marras assume un significato velatamente politico: come l'acqua corre al mare così il popolo anela alla libertà oppure ogni epoca farà parte della storia ed ogni identità della memoria, ma la parte che rimane impressa è il ritornello di Francesco Masala, che viene ripetuto alla fine di ogni strofa ed il cui incipit dà il titolo alla canzone.

## Musicisti
- Piero Marras: Tastiere, Percussioni campionate, Voci a Tenores
- Giampaolo Conchedda:  Batteria
- Paolo Cocco : Basso elettrico
- Salvatore Scala:  Chitarra etnica